# Vườn hoa Chí Linh

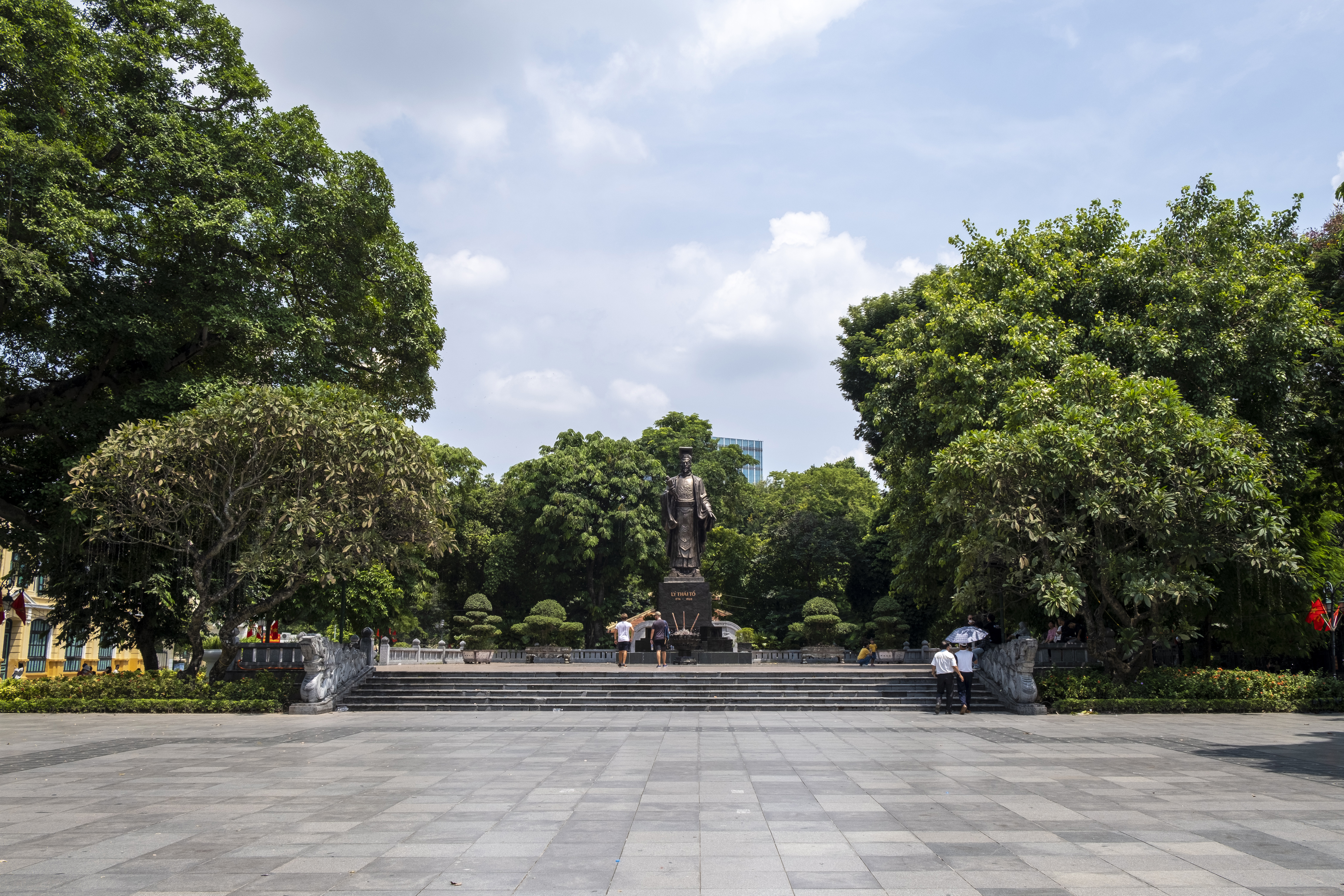
Khu vực tượng đài Lý Thái Tổ

Vườn hoa Chí Linh là tên gọi khác của Vườn hoa Lý Thái Tổ, hiện là nơi đặt tượng đài vua Lý Thái Tổ (974 – 1028) -người có công khai lập kinh thành Thăng Long. Vườn hoa nằm trên đường Đinh Tiên Hoàng, quận Hoàn Kiếm, tại trung tâm thủ đô Hà Nội, Việt Nam.

## Lịch sử

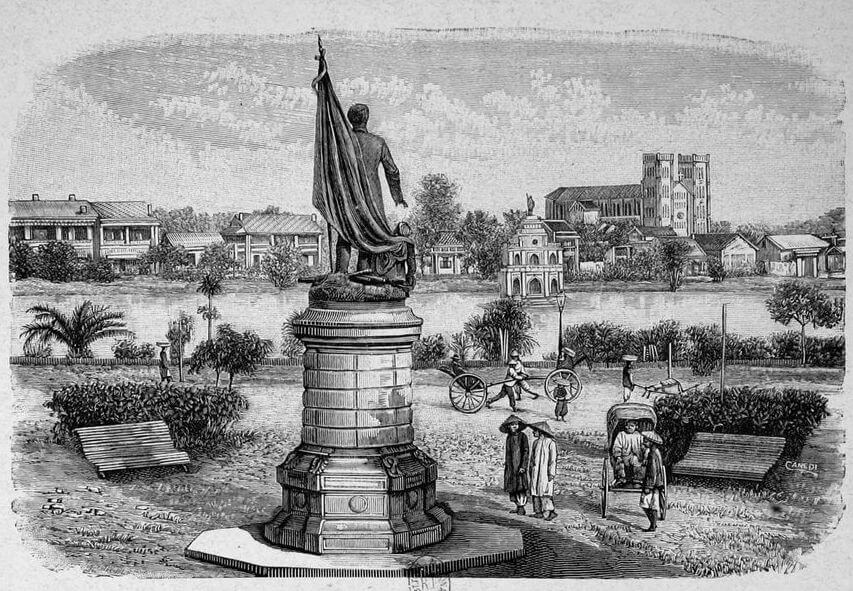
Bản phác họa tượng Paul Bert từng ở vị trí mà nay là vườn hoa Lý Thái Tổ

Vườn hoa Chí Linh từng mang tên Vườn hoa Paul Bert, do người Pháp đặt. Tại đây từng có bức tượng bà đầm xòe, từ năm 1887 đến năm 1890, và bức tượng đồng Paul Bert, từ năm 1890 đến năm 1945. 
Tới năm 1945, Đốc lý Hà Nội là ông Trần Văn Lai quyết định thay đổi các tên phố và vườn hoa từ tên tiếng Pháp bằng các danh nhân Việt. Vườn hoa Paul Bert đổi tên thành vườn hoa Chí Linh, và bức tượng Paul Bert ở đây cũng được giật đổ. Đốc lý Lai ý thức được khu vườn hoa Chí Linh, Bờ Hồ liên quan đến truyền thuyết Rùa Thần trả gươm cho Lê Lợi. Do vậy, những tuyến phố quanh khu vực này vinh dự được mang danh các vị anh hùng: Nguyễn Xí, Trần Nguyên Hãn, Lê Lai, Đinh Lễ, Đinh Liệt… là các danh tướng của phong trào Lam Sơn. Nhiều tên gọi vẫn được giữ cho đến hiện nay.
Từ khi tượng đài Lý Thái Tổ dựng đặt tại đây, vườn hoa được quen gọi là vườn hoa Lý Thái Tổ.

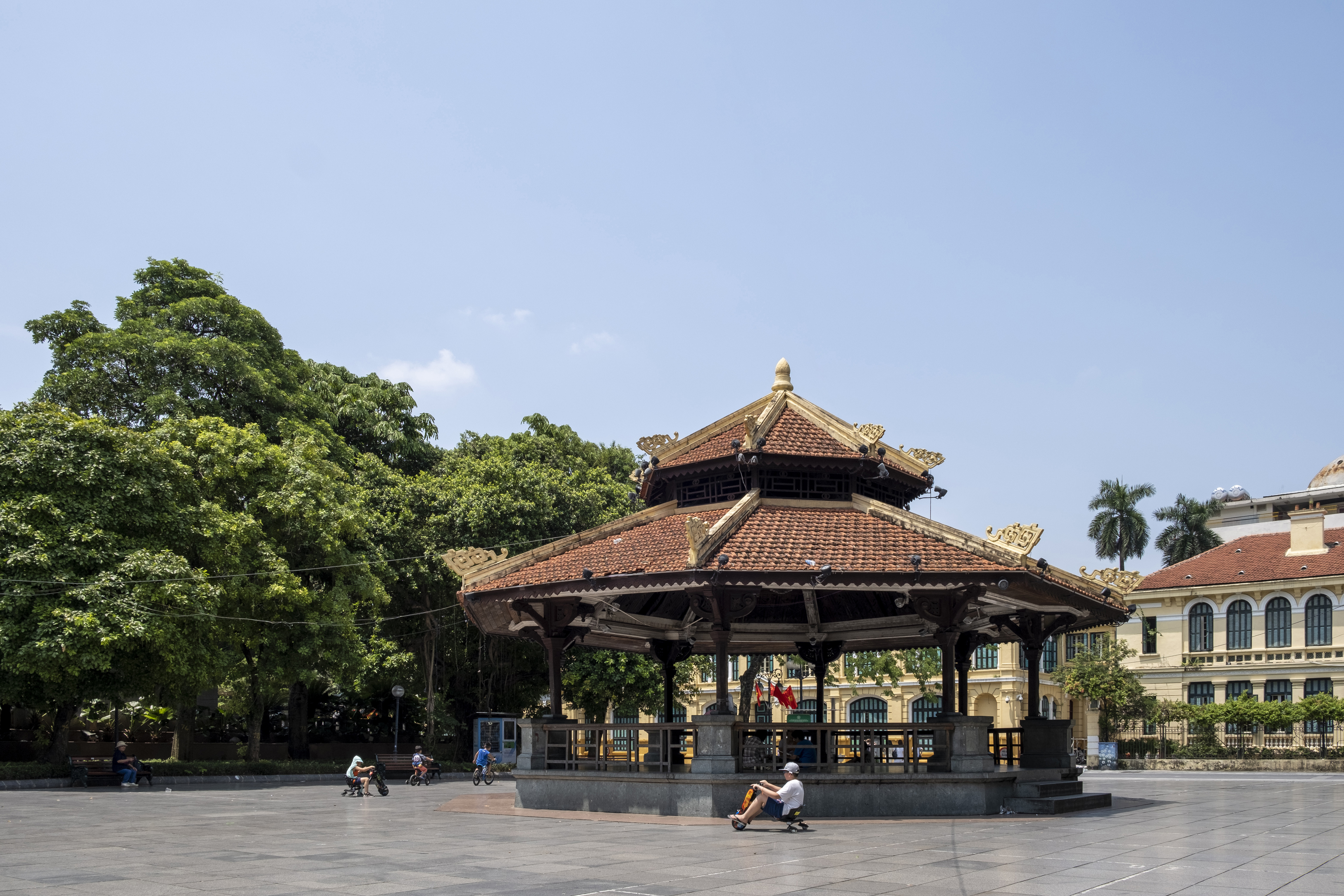
Nhà bát giác
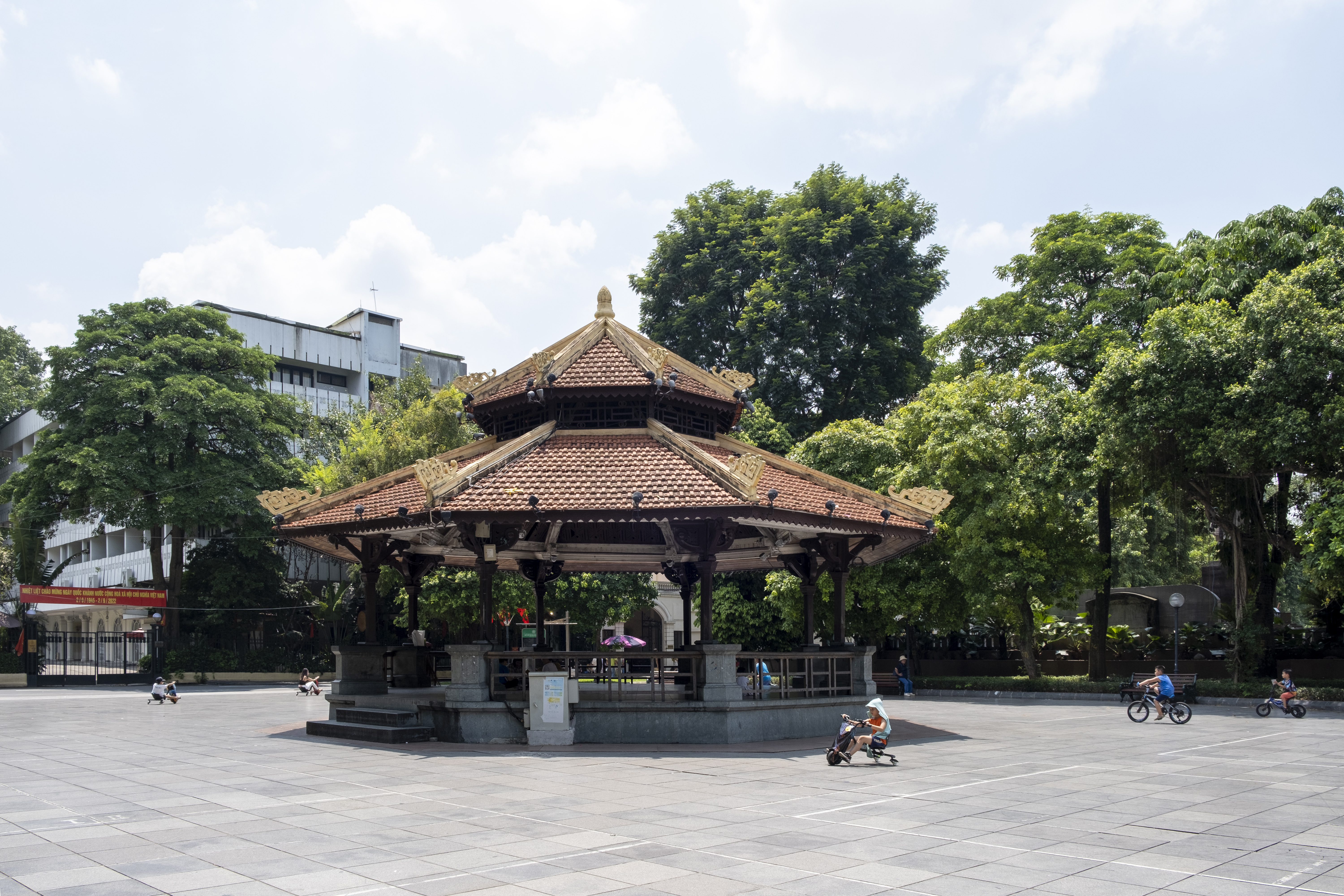
Nhà bát giác
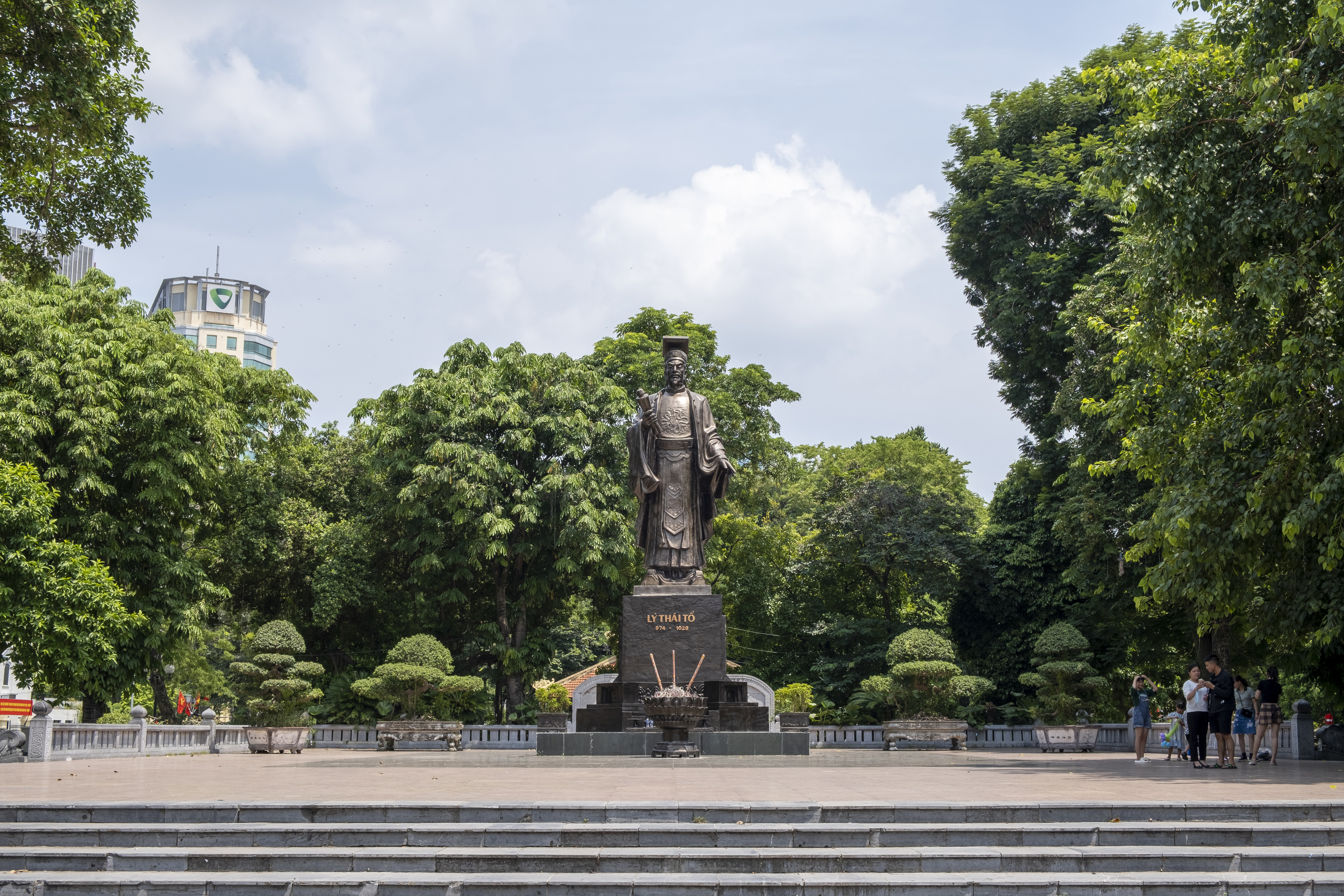
Tượng đài Lý Thái Tổ
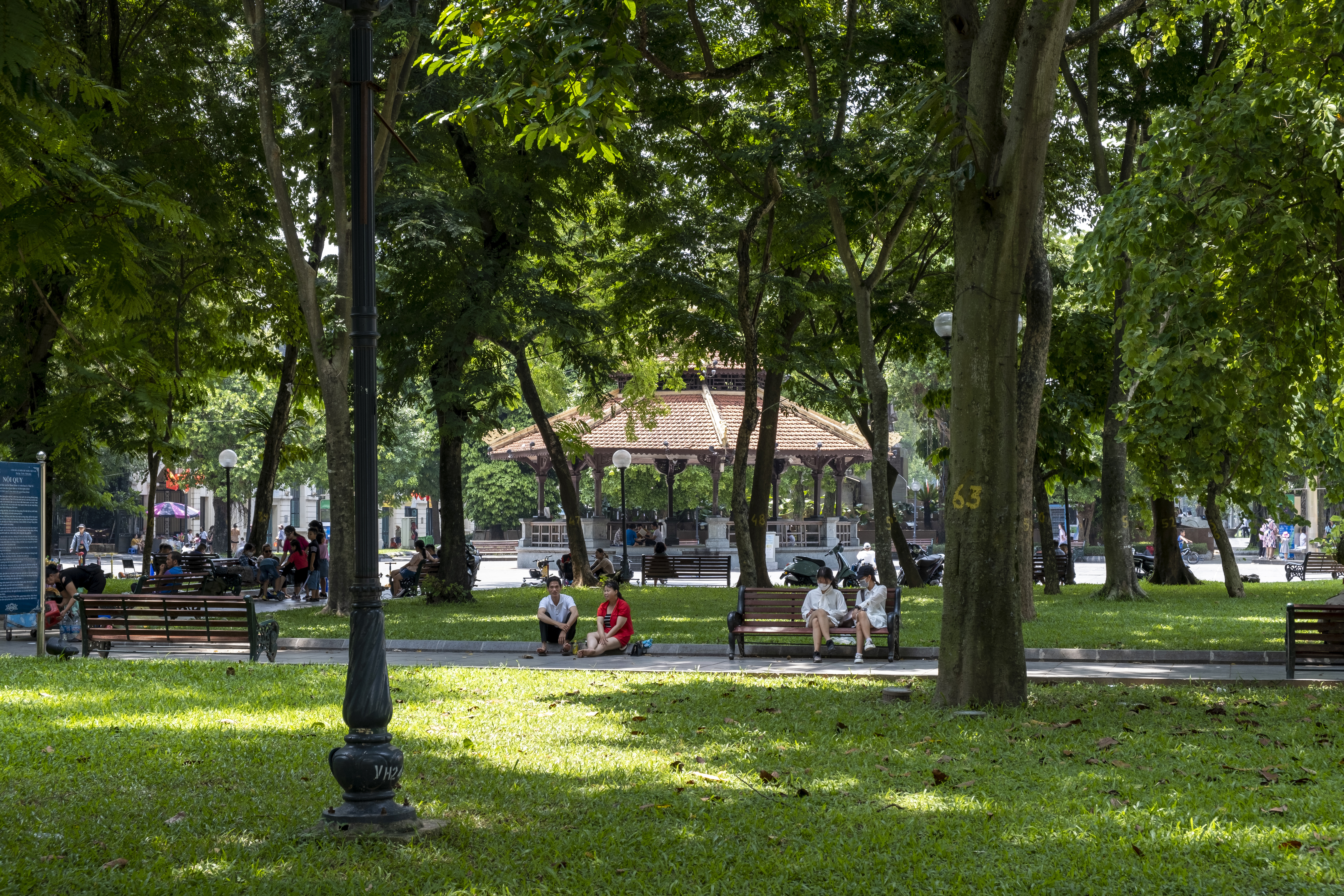
Vườn hoa Chí Linh

## Tượng đài Lý Thái Tổ

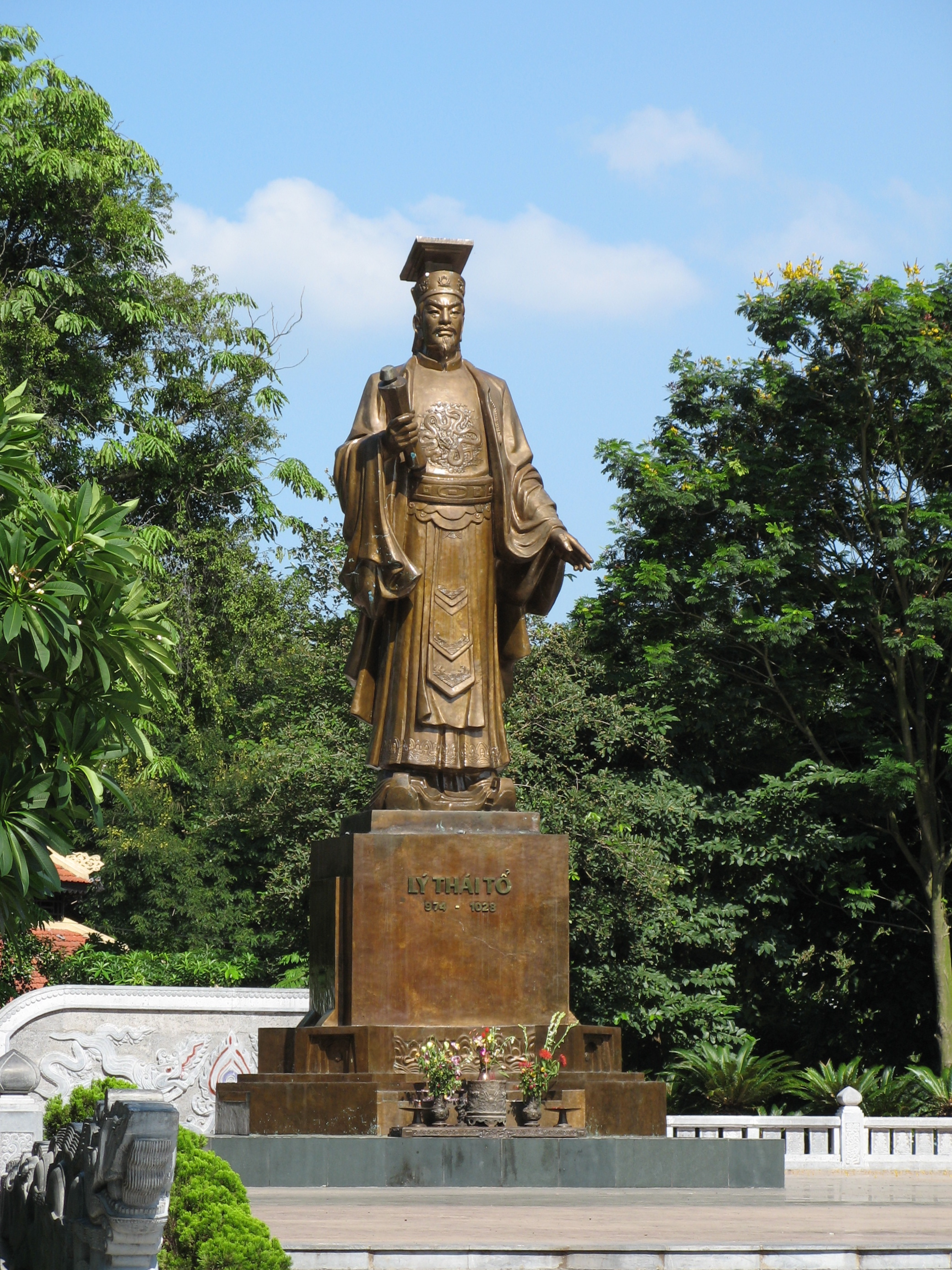
Tượng Lý Thái Tổ

Tượng đài Lý Thái Tổ được khởi công xây dựng ngày 17/08/2004, khánh thành ngày 7/10/2004, do nhà điêu khắc Vi Thị Hoa sáng tác, được Công ty TNHH Mỹ nghệ Đoàn Kết tỉnh Nam Định thực hiện bằng đồng nguyên chất, đúc liền khối, nặng 32 tấn (tượng 12 tấn, bệ 20 tấn), cao 10,1m (tượng cao 6,8m, bệ cao 3,3m). Tượng đài đặt tại vườn hoa Chí Linh, theo hướng nhìn ra hồ Hoàn Kiếm, nằm giữa trung tâm thủ đô Hà Nội.
Tượng đài là một công trình kiến trúc văn hoá, nhằm tôn vinh vị vua Lý Thái Tổ (974 – 1028), người khởi lập Hoàng thành Thăng Long và tạo dựng nên mảnh đất ngàn năm văn hiến, đồng thời là công trình chào mừng 50 năm giải phóng Thủ đô (10/10/1954 – 10/10/2004).